# Ethan Cormont
Ethan Cormont (29 de septiembre de 2000) es un deportista de Francia que compite en atletismo. Ganó una medalla de oro en el Campeonato Europeo de Atletismo Sub-23 de 2021, en la prueba de Salto con pértiga.